# Дестеника
Дестеника (грч. Δεστενίκα) је приморско насељено место у општини Ситонија у периферији Средишња Македонија, Грчка. Према попису из 2021. године било је 9 становника.
Насеље је некада било манастирски метох на коме је 1920. године живело троје житеља. После Другог светског рата подигнуто је ново туристичко насеље које је 1961. године имало 38 становника. Село се раније звало Метох Трстеника.